# Stefan Wallin

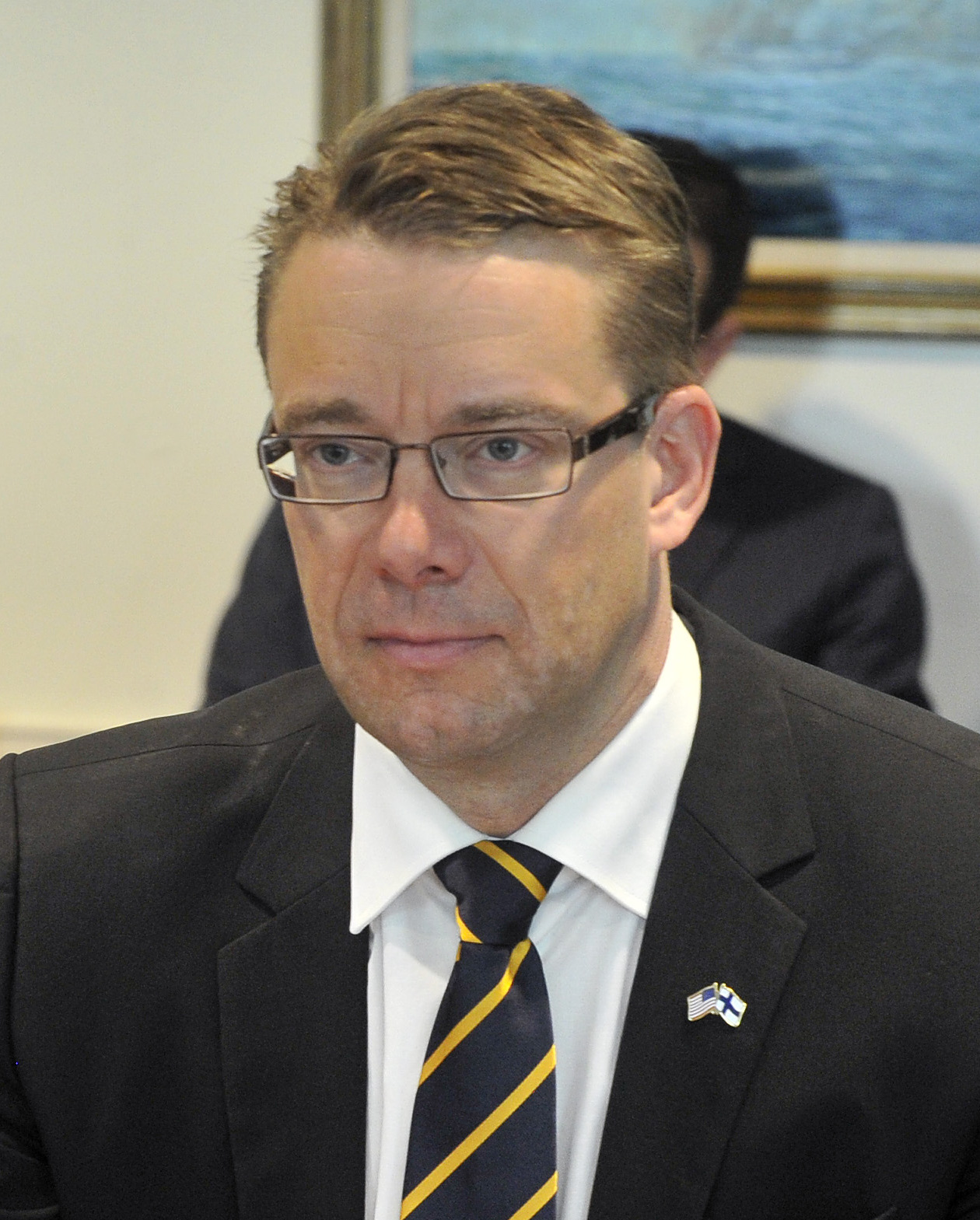
Stefan Wallin, 2012

Stefan „Steffi“ Erik Wallin (* 1. Juni 1967 in Vaasa) ist ein finnlandschwedischer Politiker. Von 2006 bis 2012 war er Vorsitzender der Schwedischen Volkspartei (sfp) und von 2011 bis 2012 finnischer Verteidigungsminister.
Stefan Wallin ist Sohn eines Buchhändlers und einer Museumsführerin. 1986 absolvierte er sein Abitur am Vasa Övningsskolas gymnasium in Vasa (finnisch Vaasa) und studierte anschließend an der schwedischsprachigen Åbo Akademi in Åbo (finnisch Turku) Sozialwissenschaften. Das Studium beendete er 1994 mit dem Abschluss Master of Social Sciences. Während der Studienzeit arbeitete Wallin von 1989 bis 1992 für die Zeitung Vasabladet und in den Jahren 1993 und 1994 für die Åbo Underrättelser.
Nach dem Studium war Wallin wissenschaftlicher Mitarbeiter bei der Schwedischen Volkspartei und Berater in verschiedenen finnischen Ministerien, darunter 1994 bis 1995 im Ministerium für Transport und Verkehr, 1995 bis 1998 im Außenministerium, 1998 und 1999 im Innenministerium und schließlich von 1999 bis 2000 im Verteidigungsministerium. Von 2005 bis 2007 war Wallin dann Staatssekretär im Umweltministerium, bevor er von Januar bis Mitte April 2007 im ersten Kabinett von Matti Vanhanen selbst Umweltminister wurde. Im gleichen Jahr erlangte er für die sfp im Wahlkreis Varsinais-Suomi einen Sitz im Finnischen Parlament und wurde am 19. April Kultus- und Sportminister. Nach den Wahlen 2011 war er bis Juli 2012 Verteidigungsminister im Kabinett Katainen.
Wallin setzt seine Arbeit als einfacher Reichstagsabgeordneter fort und tritt zusätzlich zur Kommunalwahl in Turku an.